# Friedrich Adolf Strauss
Friedrich Adolf Strauss, född den 1 juni 1817 i Elberfeld, död den 16 april 1888 i Potsdam, var en tysk präst och skriftställare. Han var son till teologen Gerhard Friedrich Abraham Strauss.
Strauss blev 1859 extra ordinarie professor i teologi i Berlin, 1870 hovpredikant vid hov- och Garnisonskyrkan i Potsdam samt 1872 superintendent och kretsskolinspektör. Strauss, som 1844–1845 företog en studieresa till Orienten, utgav en beskrifning över Heliga landet, Sinai und Golgatha (1846; 11:e upplagan 1882; "Sinai och Golgatha", svensk översättning av Lars Paul Esbjörn, 1849), liksom ett präktigt illustrationsverk över detsamma, Die Länder und Stätten der Heiligen Schrift (1861; 2:a upplagan 1877; "Den heliga skrifts länder och orter", svensk översättning av Fredrik Fehr, 1877; ny upplaga 1897). Han skrev dessutom Liturgische Andachten (1850; 4:e upplagan 1886) med mera. År 1852 stiftade Strauss en "Jerusalemsförening" till understöd för de tysk-evangeliska anstalterna i Palestina.